# Entgeltpunkte
Entgeltpunkte sind die zentrale Werteinheit in der gesetzlichen Rentenversicherung (vgl. § 63 Abs. 1 bis 3 SGB VI) in Deutschland. Sie ersetzen seit dem 1. Januar 1992 die bis dahin gebräuchlichen Werteinheiten aus den Regelungen der Reichsversicherungsordnung und des Angestelltenversicherungsgesetzes. Für die neuen Bundesländer (das Beitrittsgebiet) gelten die Übergangsvorschriften des § 256a SGB VI.
Die Entgeltpunkte repräsentieren folgende Erkenntnisse: 
1. Die Einkommensbezogenheit der Rente: Die Anzahl der erworbenen Entgeltpunkte in einem Kalenderjahr entspricht dem Verhältnis zwischen dem persönlichen eigenen Einkommen und dem Durchschnittseinkommen aller Versicherten des gleichen Kalenderjahres.
2. Sie machen die Beitragsleistung verschiedener Kalenderjahre vergleichbar: Für den Rentenanspruch ist die relative Einkommensposition beziehungsweise die relative Beitragsleistung über das Erwerbsleben entscheidend und nicht, in welchem Jahr ein Beitrag gezahlt wurde.
3. Sie ermöglichen die lohndynamische Rente: Die Entgeltpunkte sind zusammen mit dem aktuellen Rentenwert das Herzstück der dynamischen, an der Lohnentwicklung orientierten Rentenversicherung.

Von den Entgeltpunkten zu unterscheiden sind die persönlichen Entgeltpunkte gemäß § 66 SGB VI. Sie ergeben sich, wenn man die Zahl der Entgeltpunkte eines Versicherten mit dem Zugangsfaktor (vgl. § 77 SGB VI) multipliziert. 

## Einkommensbezogenheit

### Grundsatz
Gemäß § 63 Abs. 2 SGB VI ergibt sich genau ein Entgeltpunkt, wenn in einem Kalenderjahr auf das durchschnittliche Einkommen gemäß Anlage 1 SGB VI Beiträge gezahlt wurden. Werden Beiträge auf das halbe Durchschnittseinkommen gezahlt, ergibt sich entsprechend ein halber Entgeltpunkt, bei doppeltem Einkommen entsprechend zwei. Es kann jedoch höchstens ein Einkommen in Höhe der Beitragsbemessungsgrenze (Anlage 2 SGB VI) versichert (verbeitragt) werden. Die maximal mögliche Zahl an Entgeltpunkten, die ein Versicherter pro Kalenderjahr erwerben kann, ergibt sich durch das Verhältnis der Beitragsbemessungsgrenze zum Durchschnittseinkommen.

### Sonderregelung für die neuen Bundesländer
In den neuen Bundesländern wird das Grundprinzip nur auf dort ermittelte Werte nach demselben Grundsatz angewendet. Das individuelle Einkommen, auf das Beiträge entrichtet werden, wird jedoch mit dem Umrechnungsfaktor für die Neuen Länder (umgangssprachlich oft Hochwertung genannt) des jeweiligen Jahres gemäß Anlage 10 des SGB VI multipliziert und dann ins Verhältnis zum Durchschnittsentgelt gemäß der Anlage 1 SGB VI gesetzt. Die so erworbenen Entgeltpunkte heißen gemäß § 254d SGB VI „Entgeltpunkte (Ost)“. Dadurch ergeben sich bei gleichem nominalen Lohn mehr Entgeltpunkte als im Westen, die ihrerseits bisher (2017) immer noch unterschiedlich sind. Diese Sonderberechnung soll die noch immer bestehenden Lohndifferenzen bei gleicher Arbeit zwischen Ost- und Westdeutschland ausgleichen.

### Beispiel
Die Beispielrechnung bezieht sich auf das Jahr 2011. 
- Das durchschnittliche Einkommen gemäß Anlage 1 SGB VI lag bei 32.100 Euro.
- Der Hochwertungsfaktor gemäß Anlage 10 SGB VI betrug 1,1740.
- Die Beitragsbemessungsgrenze (West) lag bei 66.000 Euro, die Beitragsbemessungsgrenze (Ost) bei 57.600 Euro.

Die Formel zur Berechnung: {\displaystyle {\frac {\text{Eigenes beitragspflichtiges Einkommen}}{\text{Durchschnittsentgelt nach Anlage 1}}}={\text{Entgeltpunkte}}}
| Versichertes Jahreseinkommen                                      | West: Entgeltpunkte                                   | Ost: Entgeltpunkte (Ost)                                            |
| ----------------------------------------------------------------- | ----------------------------------------------------- | ------------------------------------------------------------------- |
| 27.342 Euro (2.278,50 Euro im Monat) Durchschnittseinkommen (Ost) | {\displaystyle {\frac {27.342}{32.100}}=0{,}8518}     | {\displaystyle {\frac {1{,}1740\cdot 27.342}{32.100}}=1{,}0000}     |
| 32.100 Euro (2.675 Euro im Monat) Durchschnittseinkommen (West)   | {\displaystyle {\frac {32.100}{32.100}}=1{,}0000}     | {\displaystyle {\frac {1{,}1740\cdot 32.100}{32.100}}=1{,}1740}     |
| 57.600 Euro (4.800 Euro im Monat) Beitragsbemessungsgrenze (Ost)  | {\displaystyle {\frac {57.600}{32.100}}=1{,}7944}     | {\displaystyle {\frac {1{,}1740\cdot 57.600}{32.100}}=2{,}1066}     |
| 66.000 Euro (5.500 Euro im Monat) Beitragsbemessungsgrenze (West) | {\displaystyle {\frac {66.000}{32.100}}=2{,}0561}     | {\displaystyle {\frac {1{,}1740\cdot 57.600}{32.100}}=2{,}1066} BBG |
| 72.000 Euro (6.000 Euro im Monat) Beitragsbemessungsgrenze (West) | {\displaystyle {\frac {66.000}{32.100}}=2{,}0561} BBG | {\displaystyle {\frac {1{,}1740\cdot 57.600}{32.100}}=2{,}1066} BBG |

Die Beitragsbemessungsgrenze (Ost wie West) begrenzt das versicherbare Einkommen. Beiträge sind nur bis auf Einkommen bis zur Beitragsbemessungsgrenze zu bezahlen, darüber liegendes Einkommen ist beitragsfrei. Ein Versicherter kann nicht mehr Entgeltpunkte pro Kalenderjahr erwerben, als einem Beitrag auf die Beitragsbemessungsgrenze entspricht.

## Beitragszahlung in verschiedenen Kalenderjahren
Die Anzahl an Entgeltpunkten wird für jedes Kalenderjahr separat berechnet. Damit ist die relative versicherte Einkommensposition des jeweiligen Jahres entscheidend. Ein gleiches relatives Einkommen führt in jedem Kalenderjahr zu einem gleich hohen Rentenanspruch. 

## Wert und Wertentwicklung eines Entgeltpunktes
Gemäß der Rentenformel, die die lohndynamische Rente beschreibt, ergibt sich bei Rentenbeginn aus den erworbenen Entgeltpunkten die eigene Altersrente, relevant für die Rentenzahlung (brutto) ist dabei der aktuelle Punktwert; dieser und mit ihm die Rente wird gemäß der Rentenanpassungsformel jährlich angepasst. Dadurch entwickeln sich die Renten grundsätzlich entsprechend den Löhnen. Dabei kann es, wie z. B. 2004 bis 2006 und 2010, auch „Nullrunden“ ohne Erhöhung geben. Theoretisch ist aufgrund des Regelwerks der Rentenanpassungsformel – unabhängig von einer politischen Durchsetzbarkeit – nicht ausgeschlossen, dass bei sinkenden Löhnen die Renten auch sinken können.
Die Entgeltpunkte sorgen dafür, dass die individuelle erwerbslebensdurchschnittliche relative Entgeltposition sich in der Rentenhöhe wiederfindet und sich jährlich an die Lohnentwicklung anpasst.

## Persönliche Entgeltpunkte
Wie und für welche Zeiten sich die persönlichen Entgeltpunkte ergeben, ist in den §§ 70 bis 78 SGB VI geregelt. Daneben gibt es für eine Vielzahl von Sachverhalten gesonderte Regelungen, wie beispielsweise für knappschaftliche Zeiten in den §§ 81 bis 87 und Übergangsregelungen in den §§ 256 bis 259b SGB VI.

## Summe der Entgeltpunkte
Die Summe aller Entgeltpunkte kann sich, außer auf Grund der relevanten Beitragszeiten, über weitere Faktoren verändern, wenn zusätzliche rentenrechtliche und sonstige Zeiten in die Summe einfließen. Die Summe der Entgeltpunkte ergibt sich somit aus Entgeltpunkten für Beitragszeiten und für beitragsfreie Zeiten sowie Zuschlägen für beitragsgeminderte Zeiten, Zu- beziehungsweise Abschlägen aus einem Versorgungsausgleich oder Rentensplitting oder vorzeitiger beziehungsweise hinausgeschobener Inanspruchnahme der Altersrente. Relevant sind zudem Abfindungen von Betriebsrentenanwartschaften, Zuschläge aus Minijobs und Zuschläge an Entgeltpunkten aus Beiträgen nach Beginn der Altersrente.